# فهد العبد المحسن
فهد العبد المحسن، ممثل ومخرج كويتي، وهو دكتور في المعهد العالي للفنون المسرحية في الكويت.

## نبذة
- يعمل كنائب رئيس رابطة أعضاء هيئة تدريس المعهد العالي للفنون المسرحية، أستاذ مساعد بقسم التمثيل و الإخراج المسرحي، حصل على بكالوريوس المعهد العالي للفنون المسرحية 1995 / 1996 قسم التمثيل و الإخراج المسرحي.
- ماجستير في المسرح من جامعة الروح القدس لبنان 2003.
- دكتوراه في الدراسات المسرحية المعمقة، من جامعة القديس يوسف اليسوعية - لبنان عام 2010م .
- مشارك في عدد من الدورات وورش العمل الخاصة بإعداد وتدريب الممثل المحترف , (1997 - 2011) م .
- مشارك في مهرجان القاهرة التجريبي للمسرح عام 1996م .
- مشارك في مهرجان قرطاج المسرحي في تونس عام 1999م .
- حاصل على جائزة أفضل ممثل في مهرجان الكويت المسرحي الثالث 1999م .
- حاصل على جائزة أفضل ممثل في مهرجان الكويت المسرحي الثاني عشر ديسمبر 2011 م .
- عضو لجنة تحكيم مهرجان الخرافي، الدورة السابعة 2010م .
- عضو لجنة تحكيم في المهرجان الأكاديمي الأول للمعهد العالي للفنون المسرحية 2011 م .
- عضو لجنة تحكيم في مهرجان أيام المسرح للشباب، الدورة الثامنة 2011 م .

## أعماله

### في التلفزيون
- 2021:درب الهوى
- 2021:الناموس
- 2021:وأنا احبك بعد
- 2020:كأن شيئاً لم يكن
- 2019:موضي قطعة من ذهب
- 2019:لا موسيقى في الأحمدي
- 2018:هم نوايا
- 2018:التاسع من فبراير
- 2016:خمس خوات
- 2016:نوايا
- 2015:تورا بورا
- 2015:في امل
- 2014:ثريا
- 2014:غريب بين أهله
- 2013:سكن الطالبات
- 2012:حلفت عمري
- 2009:سارة
- 2008:التنديل
- 2007:شاهين
- 2007:خالد بن الوليد ج2
- 2006:خالد بن الوليد ج1
- 2005:ويبقى
- 2004:وبعد
- 2000:أبناء الغد

### في الإذاعة
- 2019:بنقول لكم سالفة 9
- 2018:بنقول لكم سالفة 7
- 2018:مغامرات أيوب
- 2015:أبو الحريم
- 2015:القرندل
- 2015:قصص خليجية
- 2014:نصيبك يصيبك 2
- 2014:شاعر السيف والقلم المتنبي
- 2010:وعد الحر
- 2008:قلب حنون
- 2008:ليالي
- 1999:المقدر كاين

### في البرامج
- سلامتك

### في السينما
- 2019: ساعة زمان
- 2018: اغتيال الصحفي مشعل فيلم قصير
- 2017: سرب الحمام
- 2017: العتر

### من المسرحيات
- مغامرة رأس المملوك.
- موكب السمك.
- كرشندو 2.
- المهاجر.
- دار الفلك.
- آه.

### في الإخراج
- 2015:أوبرا ديرة .. نبقى كويتيين

## روابط خارجية
- فهد العبد المحسن على موقع قاعدة بيانات الأفلام العربية